# Acalypha cordifolia
Acalypha cordifolia é uma espécie de flor do gênero Acalypha, pertencente à família Euphorbiaceae.